# Mšeno
Mšeno é uma cidade checa localizada na região da Boêmia Central, distrito de Mělník.